# Seven de Japón 2012

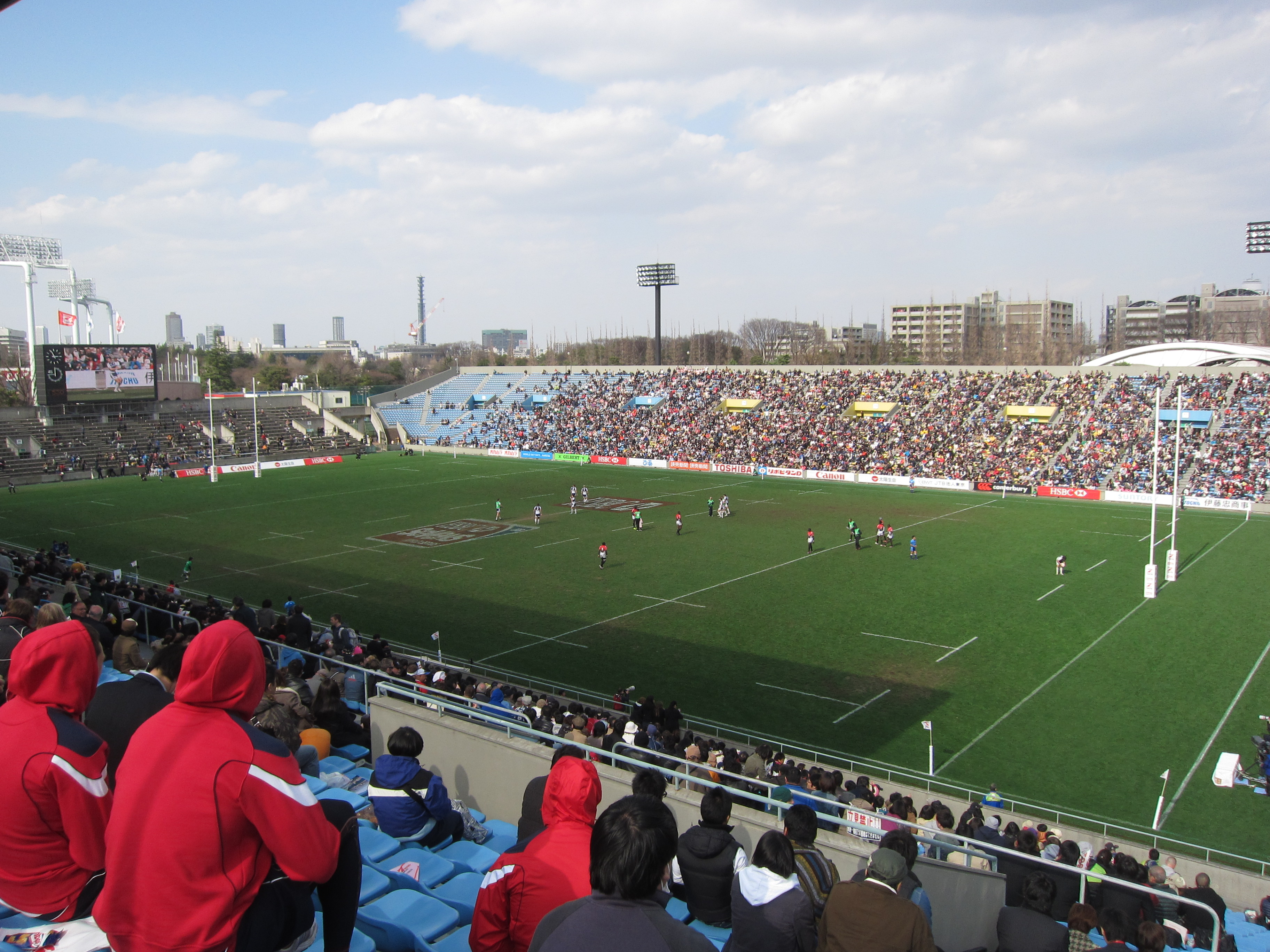
El Seven de Japón de 2012 fue la vigésima edición del torneo de rugby 7, fue el séptimo torneo de la temporada 2011-12 de la Serie Mundial Masculina de Rugby 7.
Se disputó en la instalaciones del Chichibunomiya Rugby Stadium de Tokio.

## Fase de grupos

### Grupo A
| Equipo     | Encuentros | Encuentros | Encuentros | Encuentros | Tantos  | Tantos    | Tantos     | Puntos |
| Equipo     | jugados    | ganados    | empatados  | perdidos   | a favor | en contra | diferencia | Puntos |
| ---------- | ---------- | ---------- | ---------- | ---------- | ------- | --------- | ---------- | ------ |
| Inglaterra | 3          | 3          | 0          | 0          | 48      | 19        | +29        | 9      |
| Fiyi       | 3          | 2          | 0          | 1          | 50      | 21        | +29        | 7      |
| Francia    | 3          | 1          | 0          | 2          | 31      | 41        | −10        | 5      |
| Japón      | 3          | 0          | 0          | 3          | 17      | 65        | −48        | 3      |

Nota: Se otorgan 3 puntos al equipo que gane un partido, 2 al que empate y 1 al que pierda

### Grupo B
| Equipo         | Encuentros | Encuentros | Encuentros | Encuentros | Tantos  | Tantos    | Tantos     | Puntos |
| Equipo         | jugados    | ganados    | empatados  | perdidos   | a favor | en contra | diferencia | Puntos |
| -------------- | ---------- | ---------- | ---------- | ---------- | ------- | --------- | ---------- | ------ |
| Nueva Zelanda  | 3          | 3          | 0          | 0          | 88      | 15        | +73        | 9      |
| Australia      | 3          | 2          | 0          | 1          | 42      | 36        | +6         | 7      |
| Estados Unidos | 3          | 1          | 0          | 2          | 26      | 60        | −34        | 5      |
| Hong Kong      | 3          | 0          | 0          | 3          | 33      | 78        | −45        | 3      |

### Grupo C
| Equipo    | Encuentros | Encuentros | Encuentros | Encuentros | Tantos  | Tantos    | Tantos     | Puntos |
| Equipo    | jugados    | ganados    | empatados  | perdidos   | a favor | en contra | diferencia | Puntos |
| --------- | ---------- | ---------- | ---------- | ---------- | ------- | --------- | ---------- | ------ |
| Gales     | 3          | 3          | 0          | 0          | 49      | 12        | +37        | 9      |
| Argentina | 3          | 2          | 0          | 1          | 42      | 24        | +18        | 7      |
| Rusia     | 3          | 1          | 0          | 2          | 33      | 49        | −16        | 5      |
| Kenia     | 3          | 0          | 0          | 3          | 24      | 63        | −39        | 3      |

### Grupo D
| Equipo    | Encuentros | Encuentros | Encuentros | Encuentros | Tantos  | Tantos    | Tantos     | Puntos |
| Equipo    | jugados    | ganados    | empatados  | perdidos   | a favor | en contra | diferencia | Puntos |
| --------- | ---------- | ---------- | ---------- | ---------- | ------- | --------- | ---------- | ------ |
| Samoa     | 3          | 3          | 0          | 0          | 73      | 34        | +39        | 9      |
| Sudáfrica | 3          | 2          | 0          | 1          | 33      | 45        | −12        | 7      |
| Portugal  | 3          | 1          | 0          | 2          | 42      | 40        | +2         | 5      |
| Escocia   | 3          | 0          | 0          | 3          | 14      | 43        | −29        | 3      |

## Fase Final

### Cuartos de final
| 1 de abril | Inglaterra | 21 - 17 | Sudáfrica |  |  |

| 1 de abril | Gales | 14 - 21 | Australia |  |  |

| 1 de abril | Samoa | 24 - 21 | Fiyi |  |  |

| 1 de abril | Nueva Zelanda | 40 - 5 | Argentina |  |  |

### Semifinal
| 1 de abril | Inglaterra | 12 - 33 | Australia |  |  |

| 1 de abril | Samoa | 17 - 12 | Nueva Zelanda |  |  |

### Final
| 1 de abril | Australia | 28 - 26 | Samoa |  |  |

| Bandera de Australia   |
| Campeón Australia      |
| 1º título del circuito |